# Guadalcanali mézevő
A guadalcanali mézevő (Guadalcanaria inexpectata) a madarak osztályának verébalakúak (Passeriformes) rendjébe és a mézevőfélék (Meliphagidae) családjába tartozó Guadalcanaria nem egyetlen faja.

## Előfordulása
A Salamon-szigetekhez tartozó Guadalcanal területén honos.

## Külső hivatkozások
- Képek az interneten a fajról
- Internet Bird Collection - videók a fajról